# 李瑜
李 瑜（イ・ユ、宣徳元年・世宗8年（1426年） - 天順元年・世祖3年（1457年））は、李氏朝鮮の王族。君号は錦城大君。第4代国王世宗の第6王子。母は昭憲王后。第5代国王文宗および第7代国王世祖・安平大君・臨瀛大君・広平大君の同母弟。平原大君・永膺大君の同母兄。桂陽君の異母兄。第6代国王端宗・第8代国王睿宗の叔父。宜安大君李芳碩の養子。

## 経歴
1433年に錦城大君に封じられる。1437年に崔士康の娘と結婚し、第一次王子の乱で殺害された宜安君李芳碩の養子となり、その祭祀を継承する。なお同年、同母兄の広平大君も李芳碩の同母兄の撫安君の養子となる。
1452年に長兄の文宗が崩御し端宗が即位すると、次兄首陽大君（後の世祖）とともに王を左右から補弼することを約束し、端宗の側近の一人となる。黄標政事を掌握した大臣らや安平大君を1453年の癸酉靖難で排除、台頭した首陽大君と対立し、1454年閏6月に朔寧郡に配流となる。1455年に端宗は首陽大君に禅譲、上王となる。
以降、配流地を転々としていたが、1457年1月16日、明において当時上皇であった英宗正統帝が景泰帝から帝位を奪還して重祚した奪門の変が起こると、同年6月に世祖が端宗の上王位を廃位して魯山君に降格し、江原道寧越へ配流する。当時順興郡に配流されていた錦城大君李瑜は府使とともに端宗復位計画を謀議するが官奴の告発で失敗し、同年9月に薬殺刑（賜薬）に処される。翌月、端宗も賜薬に処された。

## 登場作品
- 『王女の男』 - 2011年、KBSのテレビドラマ。演：ホン・イルグォン